# Pflanzenbewegung
Von einer Pflanzenbewegung spricht man in der Botanik, wenn eine Pflanze auf einen Reiz mit einer Bewegung reagiert. Pflanzenbewegungen dienen der einzelnen Pflanze dazu, den Lebensraum bestmöglich auszunutzen bzw. zu erschließen oder Gefahren auszuweichen. Pflanzenbewegungen können Taxien, Nastien, Tropismen oder autonome Bewegungen sein.

## Reize
Pflanzenbewegungen werden durch Reize ausgelöst. Die meisten Reize finden in der Umgebung der Pflanze statt und induzieren Vorgänge in der Pflanze. Es gibt jedoch auch autonome bzw. endogene Reize, die im Inneren der Pflanze entstehen und noch wenig bekannt sind.

### Reizaufnahme
Pflanzen nehmen Reize durch entsprechende Empfänger auf, z. B. ein Pigment, das auf einen bestimmten Wellenbereich des Lichts reagiert. Der Reiz führt bei Pflanzen zu unterschiedlichen Reaktionen. Manche Pflanzenzellen bauen Aktionspotentiale auf, bei anderen startet bzw. hemmt der Reiz eine chemische Reaktion oder Reaktionsfolge. In allen Fällen ist der Reiz nur das auslösende Signal, nicht Substrat oder Energiequelle.

### Reizstärke und Präsentationszeit
Damit ein Reiz eine Wirkung erzielt, muss er eine Reizschwelle überschreiten, wobei ein Dauerreizen abstumpfend wirkt. Die Mindestzeitdauer, die ein Reiz einwirken muss, um eine Reaktion herbeizuführen, nennt man Präsentationszeit. Der Erfolg eines Reizes ist also sowohl von der Reizstärke als auch von der Dauer abhängig. Je größer die Reizstärke ist, desto kürzer kann die Präsentationszeit sein. Dieses wird im Reizmengengesetz definiert: R = I × t, wobei R für den Reizerfolg, I für die Reizstärke und t für die Reizdauer stehen.
Dieses gilt nur in der Nähe der Reizschwelle und hat keinen Einfluss bei Reizmengen, die weit über dem Schwellenwert liegen.

### Alles-oder-Nichts-Reaktionen
Bei manchen Reaktionen ist die Stärke der Reaktion abhängig von der Stärke des Reizes. Ist die Stärke der Reaktion immer gleich, unabhängig davon, wie stark die Reizschwelle überschritten wird, spricht man von einer Alles-oder-Nichts-Reaktion.

## Taxien
Taxien sind freie Ortsbewegungen, die durch einen Außenfaktor bestimmt sind. Im Pflanzenreich sind diese nur bei begeißelten oder amöboiden Einzellern, bei beweglichen Kolonien und bei einzelligen Entwicklungsstadien höher organisierter Formen (Meiosporen, Zoosporen, Gameten) möglich.
Positive Taxien dienen den jeweiligen Lebensformen der Orientierung nach den optimalen Bedingungen. Photosynthetisch aktive Organismen streben nach dem Licht, heterotrophe oder mixotrophe Organismen nach dem Substrat. Viele dieser Bewegungen sind daher Photo- oder Chemotaxien. Um eine Schädigung des Individuums zu verhindern, gibt es auch negative Taxien, die von einem Reiz wegführen. Diese Reize sind beispielsweise hohe Strahlungsintensitäten oder toxische Chemikalienkonzentrationen.
Bewegt sich ein Organismus gezielt auf eine Reizquelle hin, handelt es sich um eine Topo- oder Strophotaxis. Richtet sich die Bewegung in die entgegengesetzte Richtung des Reizes, so handelt es sich um Phobotaxis bzw. eine phobische Reaktion.

### Chemotaxis
Bei manchen Pflanzen suchen die Gameten durch Chemotaxis gezielt den Geschlechtspartner, wobei z. T. hochspezifische Lockstoffe (Pheromone) wirken. Die Richtung der Bewegung wird entweder durch ein örtliches (topische Reaktion) oder ein zeitliches (phobische Reaktion) Konzentrationsgefälle bestimmt.

### Phototaxis
Vor allem photosynthetisch aktiven Organismen hilft die Phototaxis bei der Suche nach der optimalen Lichtintensität. Auch die Phototaxis kann topisch oder phobisch sein. Das gezielte Nähern oder Entfernen von einer Lichtquelle (Topo-Phototaxis) setzt voraus, dass sowohl zeitliche Intensitätsänderungen, als auch verschieden starke Belichtung der Flanken wahrgenommen werden können (solange Euglena und Chlamydomonas noch zu den Pflanzen gerechnet wurden, gaben sie hierzu gute Beispiele ab, sie sind durch einen Augenfleck dazu befähigt, die Lichtrichtung wahrzunehmen).

### Magnetotaxis
Magnetotaxis ist von einzelnen pflanzlichen Einzellern bekannt.

### Weitere Taxien
- Hydro-, Hygro-, Xerotaxis: Reaktion auf Feuchtigkeitsdifferenzen (Trockenheit)
- Barytaxis: Durch Druck hervorgerufene Reaktion
  - Geotaxis bzw. Gravitaxis: Reaktion auf die Erdanziehung
  - Rheotaxis: Durch strömendes Wasser hervorgerufene Reaktion
  - Thigmo-, Haptotaxis: Reaktion auf Berührungsreize
    - Stereotaxis: Reaktion auf starre Berührungsreize
- Thermotaxis: Reaktion auf Temperaturveränderungen
- Elektro-, Galvanotaxis: Reaktion auf elektrische Reize
- Tono-, Osmotaxis: Die Reaktion auf Veränderungen des osmotischen Druckes der umgebenden Flüssigkeit
- Autotaxis: Selbstordnung[1]

## Nastien und Tropismen
An einen Standort gebundene Pflanzen führen mit ihren Organen verschiedenartige Bewegungen aus. Dabei wird zwischen Nastien und Tropismen unterschieden. Meistens ist eine Unterscheidung bei den Bewegungen einzelner Organe einfach möglich, bei einigen Pflanzenbewegungen gibt es jedoch auch Mischformen.

### Nastien
Von Nastien, Krümmungsbewegungen wird gesprochen, wenn die Bewegungsrichtung durch den Bau des sich bewegenden Organs bestimmt ist. Die Richtung, aus welcher der Reiz erfolgt, ist also nicht entscheidend. Der Reiz dient nur als Signal für eine festgelegte Bewegung. Nastien vollziehen sich relativ schnell und können reversibel sein. Häufig beruhen Nastien auf Turgoränderungen. Bei einigen Nastien sind auch mehr oder weniger starke Wachstumsbewegungen beteiligt.
Reine Nastien sind z. B. die Bewegungen von Stomataschließzellen, die überwiegend photonastisch und hydronastisch sind. Sie sind jedoch auch thermonastisch empfindlich. Viele Nastien sind Turgorbewegungen.

#### Überblick über verschiedene Nastien
Beispiele für Nastien:

Nächtliches Aufstellen der Blätter bei der Zimmerpflanze Maranta leuconeura var. erythroneura

- Seismonastie bzw. Thigmonastie: Reaktion auf Erschütterung bzw. auf Berührung (Mimose, Venus-Fliegenfalle, einige Ranken)
- Chemonastie: Reaktion auf chemische Reize, Nährstoffe (Dorsiventrale Randtentakeln des Sonnentaus)
  - Aeronastie: Bewegungsreaktionen auf Sauerstoff
- Thermonastie: Reaktion auf Wärme; Temperaturdifferenz (Öffnen/Schließen z. B. von Krokus- oder Tulpenblüten)
- Photonastie: Reaktion auf Licht; Lichtstärke (Schließen und Öffnen von Blüten bei unterschiedlicher Lichtintensität)
- Nyktinastie: Mit dem Tag-Nacht-Rhythmus zusammenfallende, autonome, meist durch Licht- und Temperaturreize hervorgerufene Lageveränderung pflanzlicher Organe
  - Autonyktinastie, (autonyktitropisch): Schlafbewegung tritt immer gleich ein, unabhängig von der Lage
  - Gravi-, Geonyktinastiie (gravi-, geonyktitropisch): Nur mit der Schwerkraft eintretende Nyktinastie
- Stomatonastie: Öffnen und Schließen der Stomata geregelt durch die Bewegungen der Schließzellen[2]
- Seismonastie: Bewegungsreaktionen auf Erschütterungsreize
- Thigmo-, Haptonastie: Durch Berührungsreize ausgelöste Bewegungsreaktion
- Traumatonastie: Durch Verletzung hervorgerufene, nicht gerichtete Bewegung
- Hydro-, Hygro-, Xeronastie: Durch Änderung der (Luft)Feuchtigkeit (Trockenheit) ausgelöste Bewegung
- Psychronastie: Durch Abkühlung hervorgerufene Bewegungsreaktion[1]
- Hyponastie: Krümmungsbewegung durch verstärktes Wachstum der Unterseite (abaxial) gegenüber der Oberseite (adaxial) eines Pflanzenteils
- Epinastie: Krümmungsbewegung durch verstärktes Wachstum der Oberseite (adaxial) gegenüber der Unterseite (abaxial) eines Pflanzenteils
- Paranastie: Diejenige nastische Krümmung eines Pflanzenorgans, welche nicht durch gefördertes Längenwachstum der oberen oder unteren Seite (Epinastie, Hyponastie), sondern durch das einer seitlichen Flanke zustande kommt.
- Diplonastie: Diejenige Form des exzentrischen Dickenwachstums von Sprossen, bei welchen an zwei einander gegenüberliegenden Flanken das Dickenwachstum gefördert wird.

- Autonastie: Nach vorangegangener Nastie die von Reizen bzw. Außenfaktoren unabhängige Rückkehr in ihre Ausgangsposition. Bei völliger Konstanz der Außenbedingungen ablaufende Nastien, z. B. viele Entfaltungsbewegungen.
- Aitionastie: Sind alle diejenigen Formen der Nastie, welche durch eine Veränderung in den auf die Pflanze wirkenden Außenbedingungen verursacht werden.[1]

Der Reiz, der zu einer Nastie führt, wird auch innerhalb einer Pflanze weitergeleitet, so dass z. B. bei der Mimose auch benachbarte Blätter reagieren. Dieses geschieht einerseits durch chemische Botenstoffe, andererseits durch elektrische Impulse.

#### Thermonastie

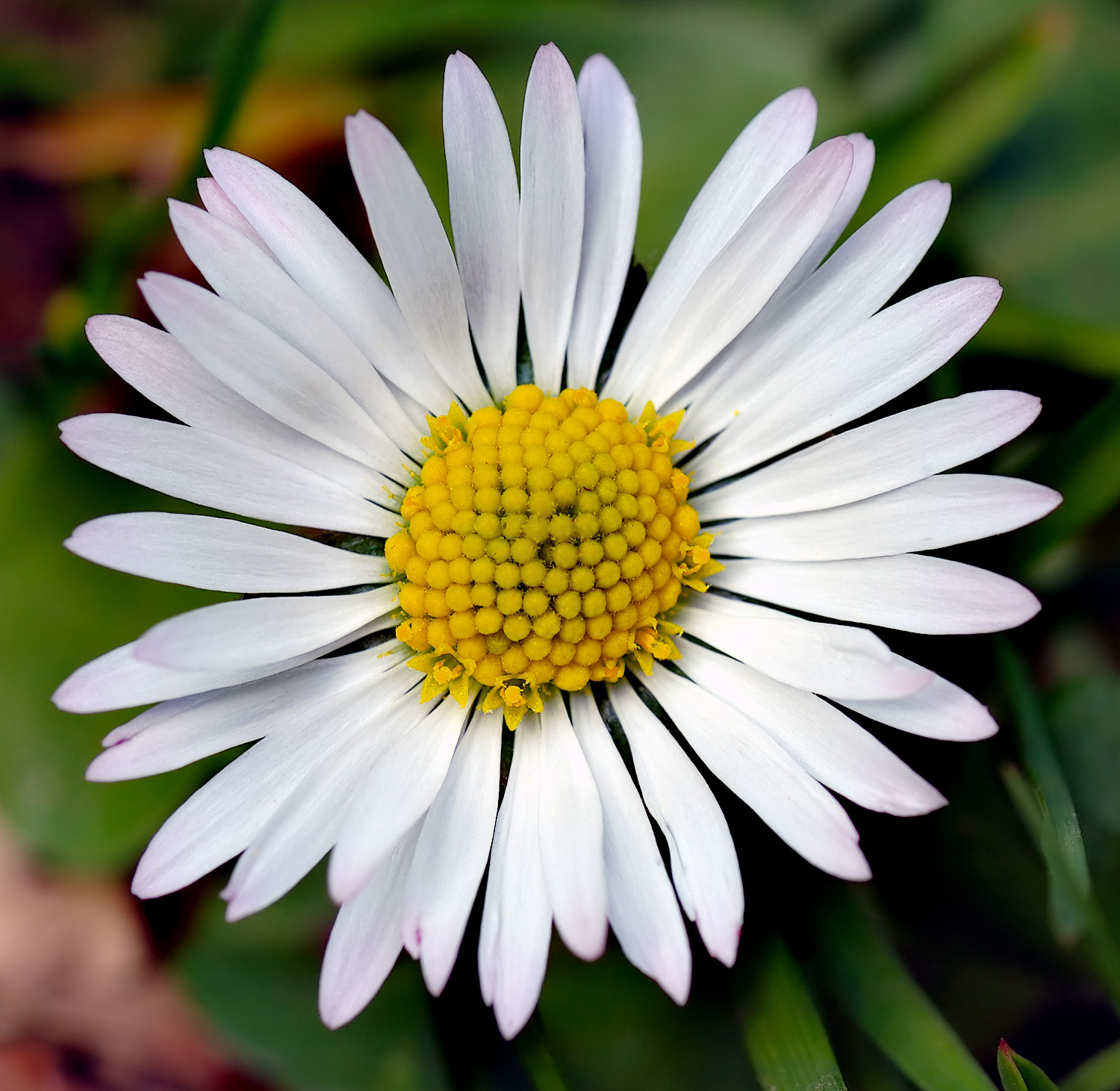
Das Öffnen und Schließen der Blütenblätter ist bei einem Gänseblümchen eine thermonastische Bewegung.

Als Beispiel für Thermonastien sind die Öffnungs- und Schließbewegungen einiger Blüten zu nennen. Dies ist etwa bei Tulpen, Krokussen oder Gänseblümchen der Fall. Die Oberseite der Blütenblätter hat bei diesen Pflanzen ein höheres Temperaturoptimum als die Unterseite. Dies beeinflusst das Wachstum der Seiten, das heißt bei einem Temperaturanstieg wächst die Oberseite der Blütenblätter schneller als die Unterseite. Hierdurch öffnet sich die Blüte. Dieser Vorgang wiederholt sich fortwährend, wodurch es zu einem wiederholten Öffnen und Schließen kommt. Da diese Bewegungen vom Wachstum der Blütenblätter abhängig sind, verlängern sich die Blütenblätter einer Tulpe während einer thermonastischen Bewegung um 7 % und während eines gesamten Blühzyklus um über 100 %.
Es gibt auch thermonastische Blütenstiele (zum Beispiel beim Sauerklee) und Ranken. Blätter sind hingegen selten thermonastisch aktiv, doch einige Pflanzen, deren Blattachseln mit „Gelenken“ ausgestattet sind (beispielsweise Mimosen), führen thermonastische Turgorbewegungen aus.

#### Photonastie

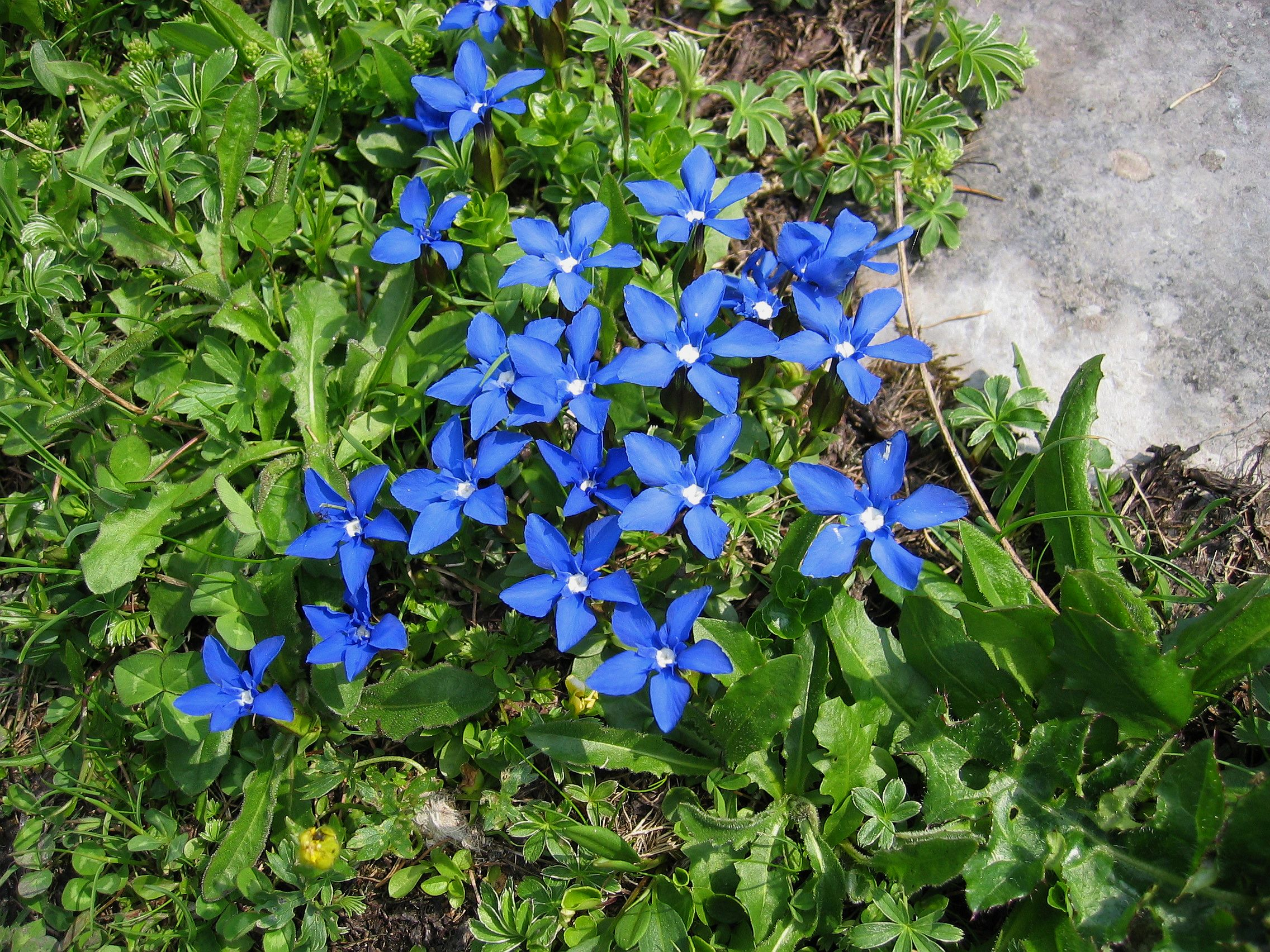
Viele Enzianarten, wie etwa der Frühlings-Enzian, schließen ihre Blüten bereits bei geringer Lichtabnahme.

Es gibt auch eine große Anzahl von Pflanzen, deren Blüten photonastische Bewegungen vollführen. Bei empfindlichen Pflanzen (z. B. einigen Enzian-Arten) reicht schon die kurzzeitige Lichtabnahme durch eine Wolke aus, um die Blüten schließen zu lassen. Bei nachtblühenden Pflanzen ist der Effekt umgekehrt (z. B. Nickendes Leimkraut).
Auch die Laubblätter einiger Pflanzen reagieren photonastisch. Einige von ihnen (z. B. einige Springkräuter) senken ihre Blätter bei Dunkelheit durch eine Wachstumsbeschleunigung der Blattoberseite. Ausgewachsene Blätter können photonastisch nur mit Turgorveränderungen (z. B. „Gelenke“ der Mimosen) reagieren. Hierzu gehören auch die wichtigsten photonastischen Bewegungen, die der Stomata. Die Öffnungsweite der Spaltöffnungen wird jedoch nicht ausschließlich durch Lichtstärke und Lichtqualität gesteuert, sondern auch durch die CO2-Konzentration (Chemonastie) sowie durch die Phytohormone Auxin und Abszisinsäure.

#### Chemonastie
Als teilweise chemonastische Reaktion wurde bereits die Bewegung der Spaltöffnungen genannt. Ein weiteres Beispiel sind die dorsiventralen Randtentakeln auf einem Blatt der insektivoren Gattung Sonnentau. Während die Mitteltentakeln radiär gebaut sind und Chemotropismus zeigen, sind die Randtentakeln in der Lage, sich bei einer Reizung nastisch zur Blattmitte hin zu krümmen. Der chemische Reiz, der von der Beute ausgeht, ist dabei stärker als die thigmischen Berührungsreize (Thigmonastien). Die Pflanze erkennt mit Hilfe von Eiweißrezeptoren die vom Beutetier abgegebenen Eiweißpartikel.
Die Randtentakeln können auch über Erregungsleitung von anderen Tentakeln der Blattmitte gereizt werden. Auch dann krümmen sie sich, was allerdings keine nastische, sondern eine tropistische Bewegung auf die Reizquelle hin ist.

#### Seismonastie

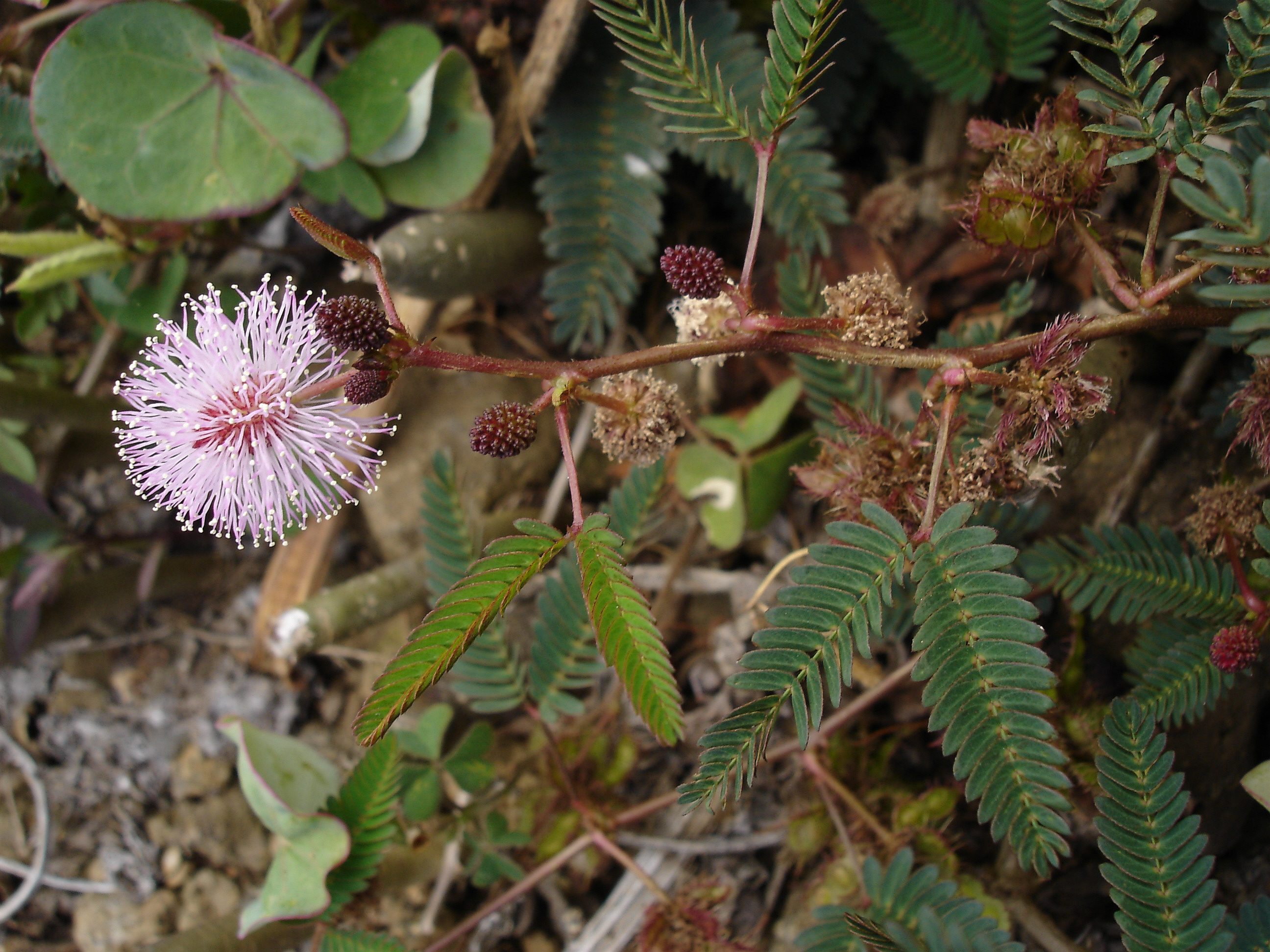
Erschütterung bewirkt eine Turgorveränderung in den Blattgelenken der Mimose und somit eine Seismonastie.

Seismonastien finden nach Erschütterungen statt. Dieses können z. T. sehr schnelle Bewegungen sein, die nicht durch Wachstum, sondern durch Turgorveränderungen erreicht werden. Die Richtung der Bewegung ist dabei vom Bau der reagierenden Teile festgelegt. Bei Seismonastien handelt es sich meistens um Alles-oder-Nichts-Reaktionen, wobei eine Erschütterung durch einen Regentropfen oder Windstoß meistens ausreicht.
Das bekannteste Beispiel für eine Seismonastie sind die Bewegungen der Blätter der Mimosen, bei deren Blättern nach einer Erschütterung zunächst die Fiederchen paarweise zusammenklappen, dann die einzelnen Fiedern sich annähern und schließlich klappt der Blattstiel nach unten. Diese Reaktion ist zwar auch durch andere Reize auszulösen (u. a. Verletzung, Hitze), in der Natur ist jedoch die Erschütterung durch umherstreifende Tiere am häufigsten. Bei starker Reizung kann die Reaktion auf weitere Teile der Pflanze, die nicht direkt betroffen waren, fortschreiten.
Auch die Blütenorgane vieler Pflanzen sind seismonastisch aktiv, so z. B. die Staubblätter der Berberitze, die bei Reizung nach innen geklappt werden.

#### Thigmonastie

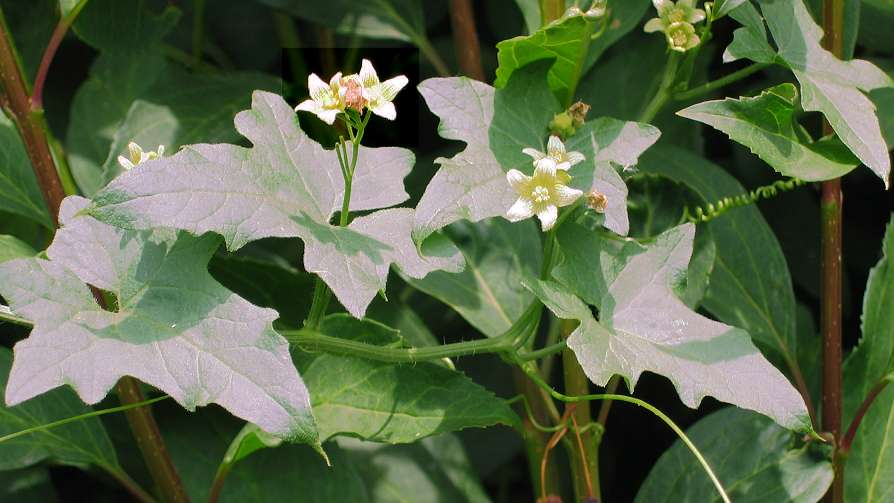
Die Ranken der Zaunrübe winden sich thigmonastisch um eine Stütze.

Thigmonastie (Haptonastie) findet als Reaktion auf einen Berührungsreiz (thigmische Reize) statt. Dieser Effekt ist gut bei den Ranken der Zaunrübe zu beobachten. Bei diesen Ranken kann entsprechend der Morphogenese zwischen einer Ober- und einer Unterseite unterschieden werden. Im Jungstadium sind die Ranken wie eine Spirale aufgerollt, strecken sich dann und beginnen zu kreisen (Nutation). Die Ranken reagieren bei einer Reizung der Ober- oder Unterseite, wobei sie sich jedoch immer zur Unterseite hin durch ein verstärktes Wachstum der Oberseite krümmen (auxingesteuert). Die erste Reaktion auf einen Reiz ist jedoch zunächst ein Turgorverlust der konkav werdenden Flanke und eine Turgorzunahme auf der Gegenseite. Hinzu kommt eine Erhöhung der Wanddehnbarkeit durch Auxin. Wurde eine Stütze erfasst, wird diese mehrfach durch das Rankenende umwickelt. In der Mitte der Ranke bilden sich ebenfalls Einrollungen durch verstärktes Wachstum der Oberseite, wodurch die Pflanze zu der Stütze hingezogen wird. Um Brüche zu vermeiden, kommt es bei diesen Windungen zu einem oder mehreren Umkehrpunkten zwischen links und rechtsgängigen Windungen. Dass es auch zu Veränderungen an Stellen kommt, die nicht direkt gereizt wurden, beweist, dass auch bei Thigmonastien eine Erregungsweiterleitung stattfindet.
Der Reiz, der bei diesen Ranken zu einer Windung führt, muss spezielle Voraussetzungen erfüllen. Er darf nicht gleichmäßig und glatt sein, das heißt ein glatter Stab, der mit gleichmäßigem Druck gegen die Ranke gedrückt wird, würde nicht umwunden werden. Eine zeitliche und örtliche Veränderung des Druckes ist erforderlich.

### Tropismen
Bei Tropismen (altgriechisch τροπή tropé, deutsch ‚Wendung‘), den Reizrichtungsreaktionen, bestimmt der Reiz die Bewegungseigenschaften (Ablauf, Orientierung) der Reaktion des Pflanzenorgans. Wendet sich das Organ zu dem Reiz hin, handelt es sich um einen positiven Tropismus (Pro-, Anatropismus)– wendet es sich ab, handelt es sich um einen negativen Tropismus (Apotropismus). Orientiert sich das Organ in einem bestimmten Winkel zur Reizrichtung, nennt man den Tropismus plagiotrop (bspw. Seitenzweige), bei einem 90° Winkel dia-, homalotrop bzw. Transversal-Tropismus und orth-, parallelotrop wenn es annähernd senkrecht auf- oder abwärts wächst, bei schiefwinkliger Einstellung klinotrop wobei hier kataklinotrop einen negativen Klinotropismus bedeutet. Als ageotrop bezeichnet man ein Wachstum, das nicht nach der Schwerkraft ausgerichtet ist.
Tropismen vollziehen sich relativ langsam und bedeuten langanhaltende Veränderungen für die Pflanze, da es sich zumeist um Wachstumsvorgänge handelt. Da eine Krümmung durch einseitiges Streckungswachstum erfolgt, vollziehen Sprosse mit langen Wachstumszonen Krümmungen mit großem Radius, während Wurzeln mit kurzen Wachstumszonen Krümmungen mit kleinem Radius vollziehen. Bei einer positiven Krümmung kommt es beim Streckungswachstum zu einem vermehrten Wachstum auf der reizabgewandten Seite. Dieses gilt nicht nur für höhere Pflanzen, sondern auch für einige einzellige Systeme. Haben diese jedoch ein ausgeprägtes Spitzenwachstum anstelle eines Streckungswachstums, so kann der Reiz das Spitzenwachstum hemmen, und seitlich einen reizzugewandten neuen Apex initiieren, so dass die reizzugewandte Seite stärker wächst.

#### Überblick über verschiedene Tropismen
- Phototropismus: Reaktion auf Licht (positiv: Sprosse; negativ: Wurzeln; diaphototrop: Blätter)
- Skototropismus: In Richtung Dunkelheit wachsend, Reaktion auf Schatten (Lianen)
- Heliotropismus: Reaktion auf den Lauf der Sonne
- Barytropismus: Auf Druckreiz gerichtete Wachstumsbewegung
- Gravitropismus (früher auch Geotropismus): Reaktion auf Gravitation (Wurzeln, Bananen)
- Rheotropismus (Stromwendigkeit): die Eigenschaft wachsender Pflanzenteile, zu einer strömenden Flüssigkeit eine bestimmte Richtung einzunehmen[3][4]
- Thigmo-, Pieso-, Haptotropismus: Reaktion auf Berührung (einige Ranken)
- Stereotropismus: Reaktion auf den Kontakt mit einem festen Körper oder rauer Oberfläche; starre Berührungsreize
- Mechanotropismus: Reaktion auf mechanische Kräfte (Wind-, Schneekräfte)
- Anemotropismus (Windwendigkeit): Orientierung als Reaktion auf einen Luftstrom, Wind[5]
- Chemotropismus: Reaktion auf chemische Reize, Nährstoffe (Wurzeln)[3][6]
- Trophotropismus: Durch Nährstoffangebot bestimmt
- Oxytropismus: Durch Säuren hervorgerufene Reaktion
- Alk(c)aliotropismus: Durch Reaktion auf alkalische Stoffe[1]
- Aerotropismus: Das Wachstum in Richtung oder weg von einer Region mit höherem Sauerstoffgehalt.
- Saccharochemotropismus: Durch Zucker bedingtes Wachstum
- Proteinochemotropismus: Durch Proteine bedingtes Wachstum
- Hydro-, Hygro-, Xerotropismus: Reaktion auf (Luft)Feuchtigkeit, Trockenheit (Lebermoose; Wurzeln)
- Thermotropismus: Reaktion auf Wärme
- Autotropismus: Die Tendenz der Pflanzenorgane, in einer Gleichgewichtslage (Eigenrichtung) zu wachsen, wenn sie nicht durch äußere Reize beeinflusst wird (Selbstordnung).[7]
  - Autoorthotrop: Wächst krumm
  - Autoskoliotrop: Wächst gerade
- Aitiotropismen:  Durch äußere Reize bedingte Tropismen im Gegensatz zu Autropismus[1]
- Somatotropismus: Direkter Substrateinfluss auf das Wachstum[8]
- Galvano- oder Elektrotropismus: Reaktionen auf elektrische Reize
- Magnetotropismus: Einfluss eines elektromagnetischen Feldes auf das Wachstum[2]
- Traumatropismus: Durch Verletzung hervorgerufene Wachstumsänderung[1]
- Tono-, Osmotropismus: Die Reaktion auf Veränderungen des osmotischen Druckes der umgebenden Flüssigkeit
- Kamptotropismus: Eine hervorgerufene Krümmung erscheint gleichgerichtet an anderer Stelle ebenfalls; geotropische Induktion.[9]

#### Phototropismus

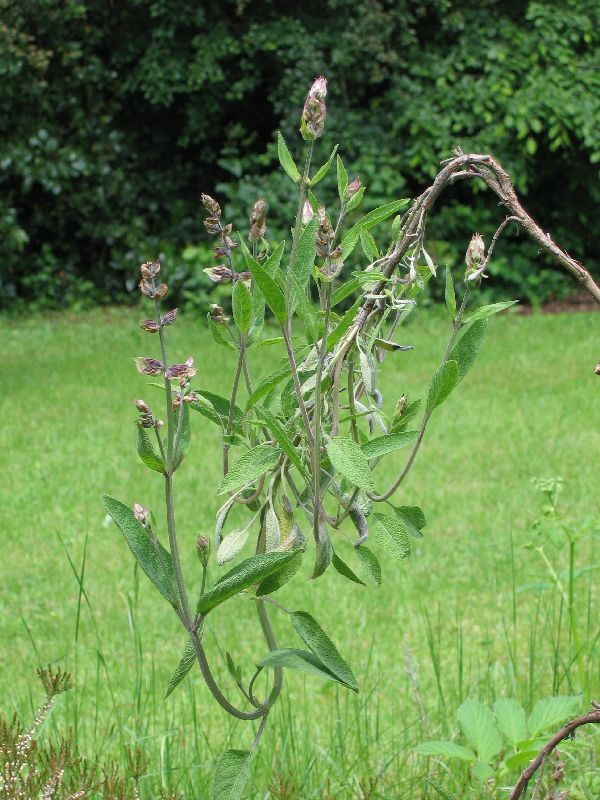
Ein nach Umpflanzung ursprünglich nach unten gerichteter Stängel einer Salbeipflanze biegt sich infolge des Phototropismus U-förmig nach oben

Ein abgeschnittener und in Wasser gestellter Stängel einer Salbeipflanze richtet sich infolge des Phototropismus wieder auf; gleichzeitig stellen sich die Blattflächen mehr oder weniger senkrecht zum Lichteinfall (reale Zeit 13 Stunden)

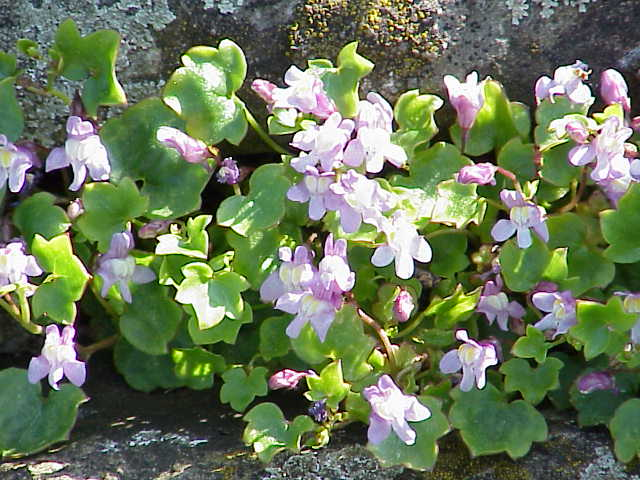
Die Blüten des Mauer-Zimbelkrauts sind zunächst positiv phototrop, nach der Befruchtung negativ phototrop

Der Phototropismus (auch als Lichtwendigkeit bezeichnet) bewirkt bei einseitiger Belichtung, dass sich fast alle oberirdischen Stämme und Zweige dem Licht zuwenden und in der Richtung weiterwachsen, aus der die Strahlen einfallen. Gleichzeitig stellen sich die Blattflächen vielfach mehr oder weniger senkrecht zum Lichteinfall.
Positiv phototrope Organe wenden sich dem Licht zu, vor allem für eine optimale Photosynthese. Positiv phototrop sind z. B. meistens die Sprossachsen und viele Blattstiele. Bei negativem Phototropismus wenden sich die Organe hingegen ab, wie z. B. die Haftwurzeln des Efeu, das Hypokotyl der keimenden Mistel und die Keimwurzeln einiger Pflanzen sowie die Blätter des Stachel-Lattichs. Die meisten Wurzeln werden jedoch nicht vom Licht beeinflusst, sind also aphototrop. Seitenzweige zeigen häufig Plagiophototropismus, während Blattspreiten meistens sogar Transversal-Phototropismus aufweisen, d. h., sie stehen in einem Winkel von 90° zum einfallenden Licht.
Einige Organe können im Laufe der Zeit auch zwischen positivem und negativem Phototropismus wechseln. So wenden sich die Blüten des Mauer-Zimbelkrauts zunächst zum Licht, nach der Befruchtung wenden sie sich jedoch vom Licht ab um einen für die Samenkeimung geeigneten Ort zu erreichen. Die Samenausbreitung geschieht durch die Pflanze somit selbst (Autochorie).
Entscheidend für die Perzeption ist nicht die Lichtrichtung, sondern der Helligkeitsunterschied zwischen Licht- und Schattenseite. Die verantwortlichen Photorezeptoren befinden sich nicht in den an der Krümmung beteiligten Zellen; stattdessen findet eine Reizübertragung von den Rezeptoren zu den tiefer gelegenen Zellen durch Phytohormone (vor allem Auxine) statt.

#### Skototropismus
Skototropismus bedeutet ein Wachstum zum Schatten, in Richtung Dunkelheit. Dieses wurde vor allem bei Lianen (z. B. den Fensterblättern) festgestellt, die auf diese Weise ihren Stützbaum finden. Wurde der Stützbaum erreicht, wandelt sich der Skototropismus zu einem positiven Phototropismus. Skototropismus ist nicht mit negativem Phototropismus gleichzusetzen, da eine Hinwendung zum dunkelsten Sektor nicht gleichbedeutend mit einer Abwendung vom Licht ist.

#### Gravitropismus
Der Gravitropismus wird teilweise auch Geotropismus (deutsch auch Erdwendigkeit) genannt. Gravitrope Pflanzen sind in der Lage, ihre Organe durch Wachstumskrümmung in eine bestimmte Richtung zur Erdbeschleunigung zu bringen. Dieses ermöglicht es z. B. Pflanzen an einem Hang, eine aufrechte Haltung einzunehmen. Positiv gravitrop sind demnach Organe, die sich auf den Erdmittelpunkt zubewegen (z. B. Hauptwurzeln), während sich negativ gravitrope Organe von ihm wegbewegen. Transversal- oder Plagiotropismus, auch Plagiogravitropismus genannt, liegt hingegen bei den Seitenwurzeln erster Ordnung vor, d. h., sie wachsen horizontal oder in einem bestimmten Winkel abwärts, während die Seitenwurzeln zweiter Ordnung meistens gravitrop unempfindlich, also agravitrop sind.

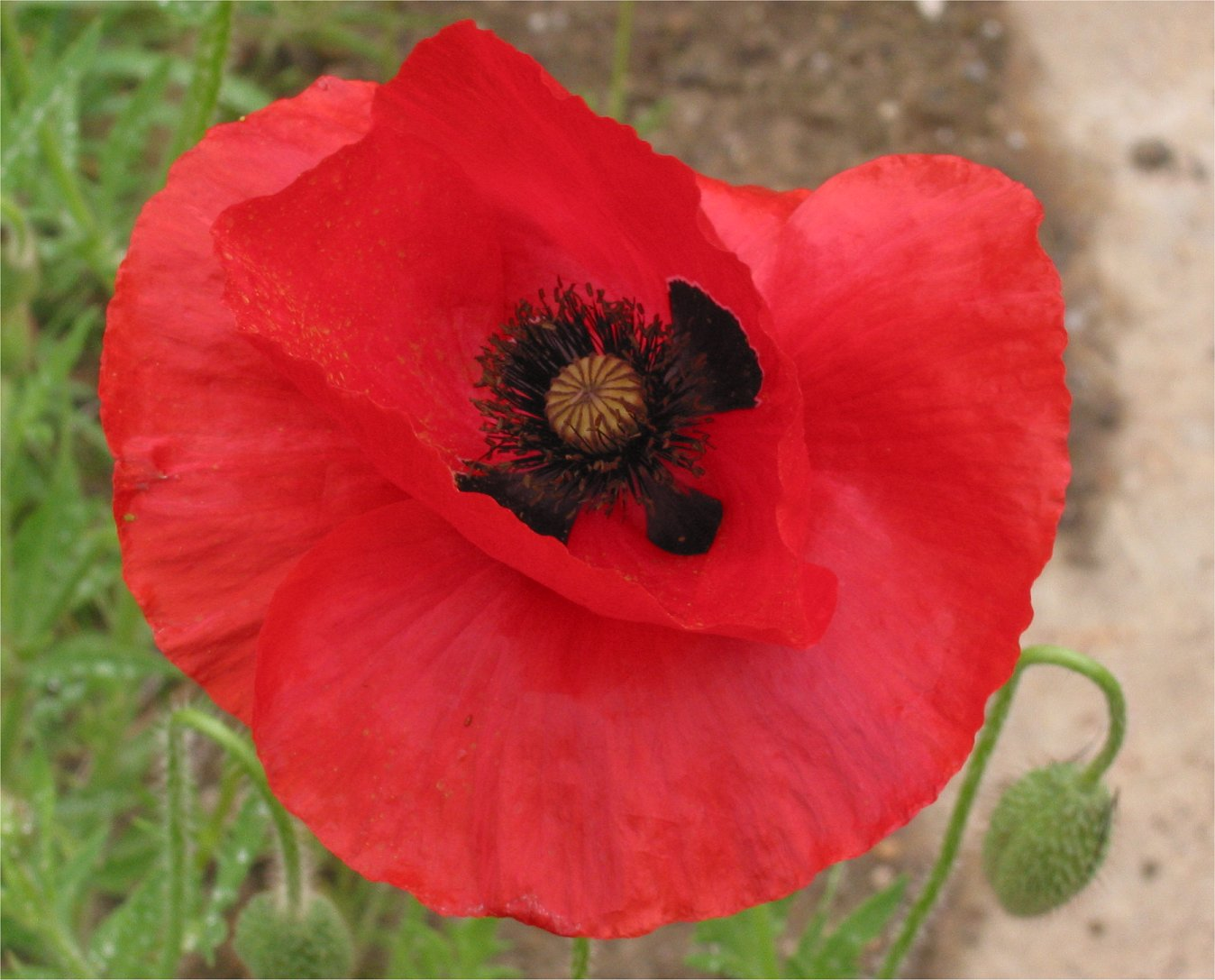
Mohnknospen wechseln von positivem zu negativem Gravitropismus.

Wie beim Phototropismus kann auch beim Gravitropismus ein Wechsel zwischen positivem, negativem und transversalem Tropismus in einem Organ erfolgen. Die Knospen des Mohnes sind beispielsweise positiv gravitrop und erst beim Aufblühen werden sie negativ gravitrop.
Die Krümmung wird bei gravitropen Reaktion wie schon bei den phototropen Reaktionen durch unterschiedliches Wachstum zweier Organhälften erreicht. Die Veränderung findet also in den Hauptwachstumszonen statt, wobei auch ausgewachsene Organe zu erneutem Wachstum angeregt werden können. Bei der Aufkrümmung eines waagerecht gelegten Sprosses kommt es häufig zunächst zu einer Überkrümmung, d. h., der Spross krümmt sich zu weit, so dass es zu einer Rückkrümmbewegung kommt, um die optimale Lage zu erreichen.
Die Präsentationszeit kann beim Gravitropismus sehr kurz sein, z. B. zwei Minuten beim Hirtentäschel. Dieses ist nur zu messen, indem der Pflanze nach dem Reiz jegliche Schwerkraftwirkung genommen wird (z. B. durch Drehen an einem Klinostat).
Die Reaktionszeit kann zwischen wenigen Minuten (z. B. Hafer-Koleoptile) und mehreren Stunden (z. B. Grasnodi) liegen. Die Pflanzen nehmen auch kleine und kurze Veränderungen ihrer Lage wahr, reagieren jedoch erst mit einer Krümmung, wenn der Schwerereiz längere Zeit auf sie eingewirkt hat.
Die Perzeption der Gravitationsreize findet in den Wurzeln und bei Koleoptilen in den Spitzen statt, während sie bei Sprossen in den Streckungszonen aller noch wachsenden Internodi stattfindet. Die Perzeption ist mit der Verlagerung von Statolithen im Cytoplasma bestimmter Zellen (Statocyten) verbunden. Als Statolithen kommen vor allem Amyloplasten in Frage.

#### Chemotropismus

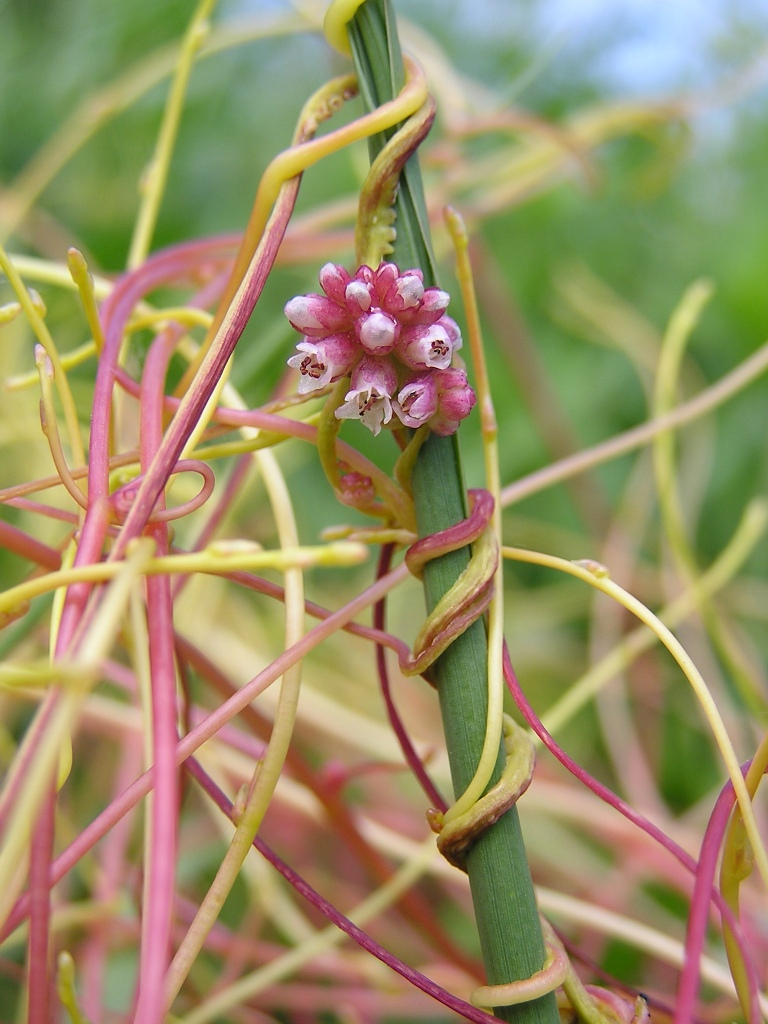
Die Keimlinge der Seide werden von Wirtspflanzen chemotrop angezogen.

Sind in der Umgebung einer Pflanze chemische Substanzen ungleichmäßig in Lösung oder gasförmig vorhanden, so kann die Pflanze anhand des Konzentrationsgradienten dieses Stoffes chemotrop reagieren. Chemotrop wirkende Substanzen sind häufig in niedrigen Konzentrationen anlockend (positiv chemotrop) und in hohen Konzentrationen abstoßend (negativ chemotrop).
Bei den Sprossen höherer Pflanzen spielt der Chemotropismus eine geringere Rolle. Ein Beispiel hierfür sind die Keimlinge des Teufelszwirn, die sich ebenfalls gezielt auf ihre transpirierenden Wirtspflanzen zubewegen.
Auch Wurzeln können chemotrop reagieren, wobei noch weiter spezifiziert wird z. B. nach Aerotropismus (O2 als Reiz) oder Hydrotropismus (Feuchtigkeit als Reiz). Bei hydrotropen Wurzeln wird die Zellstreckung an der feuchten Wurzelseite gehemmt, so dass sich die Wurzel zur Feuchtigkeit krümmt. Aerotrope Wurzeln suchen sauerstoffreiche Bodenschichten auf, um die Wurzelatmung zu sichern.
Rhizoide von Moosen und Farnprothallien reagieren ebenfalls hydrotrop. Die Thalli der Lebermoose reagieren transversal hydrotrop und legen sich so an einen feuchten Untergrund.
Chemotropismus bei Blättern ist relativ selten nachgewiesen worden. Ein Beispiel sind jedoch die Mitteltentakeln der Blätter des Sonnentaus. Da wie bei allen Chemotropismen Wachstumsvorgänge für die Bewegungen verantwortlich sind, sind die Häufigkeit der Blattkrümmung und Rückkrümmung begrenzt. Bei der Bewegung der Sonnentaublätter sind jedoch auch verschiedene Nastien beteiligt.

### Abgrenzung Nastie vs. Tropismus

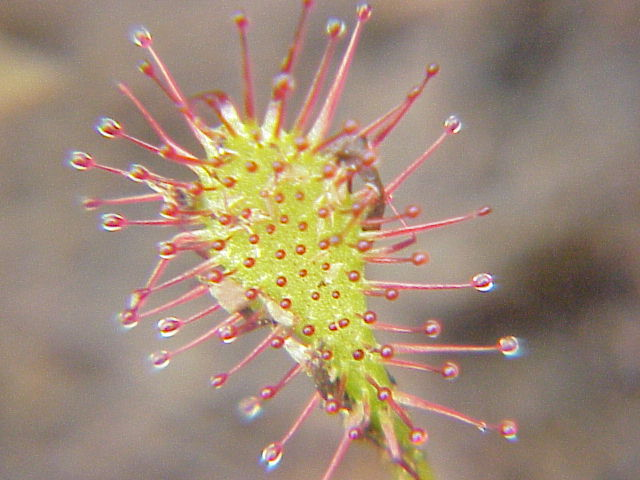
Die Bewegungen des Sonnentaublattes sind eine Mischung aus Nastien und Tropismus.

Zwischen nastischer und tropistischer Reaktionsart kann es zu Schwierigkeiten bei der Abgrenzung kommen. Eine solche findet sich z. B. bei den Ranken. Bei einigen Ranken kann entsprechend der Morphogenese zwischen einer Ober- und einer Unterseite unterschieden werden. Reagiert stets dieselbe Seite mit Wachstum, egal welche Seite gereizt wurde, so handelt es sich um eine Thigmonastie (z. B. Zaunrübe). Ist nicht zwischen Ober- und Unterseite zu unterscheiden, und reagiert immer die gereizte Seite, so handelt es sich um Thigmotropie (z. B. Bunte Klimme).
Häufig kommt es auch zu Bewegungen von Pflanzenorganen, die eine Mischung aus Nastie und Tropismus darstellen. Die Bewegungen des Sonnentaublattes sind beispielsweise eine Mischung aus dem Chemotropismus der Mitteltentakeln und der Chemo- und Thigmonastie der Randtentakeln. Andererseits können die Randtentakeln über Erregungsleitung von einer gereizten Mitteltentakel ebenfalls zu einer Bewegung angeregt werden, bei der es sich dann jedoch ebenfalls um einen Tropismus handelt.

## Autonome Bewegungen
Endogene Bewegungen, also nicht von Außenfaktoren gesteuerte Bewegungen, werden als autonom bezeichnet. Diese Bewegungsmechanismen kann man in passive und aktive Mechanismen einteilen.

### Aktive Mechanismen

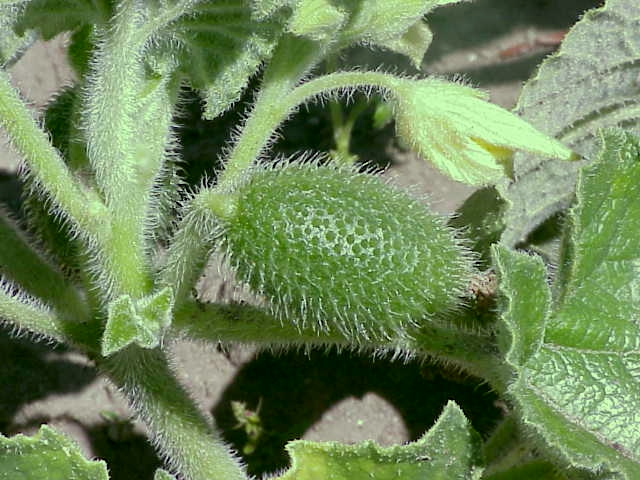
Bei der Reife der Spritzgurke wird der gesamte Inhalt bis zu 12 Meter herausgeschleudert.

Bei den aktiven Mechanismen sind stoffwechselabhängige Prozesse beteiligt. Dies können Kontraktionen fibrillärer Proteine sein (Bewegung durch Geißeln), einseitige Förderung bzw. Hemmung von Wachstum oder lokale Turgorerniedrigungen oder -erhöhung.
Als Beispiel für eine aktive autonome Bewegung ist die Nutation zu nennen. Keimpflanzen, junge Ranken und vor allem Windepflanzen vollziehen durch die einseitige Förderung von Wachstum kreisende Bewegungen. Die meisten Pflanzen führen die Bewegungen (von oben betrachtet) entgegengesetzt dem Uhrzeigersinn – es gibt jedoch Ausnahmen wie z. B. beim Hopfen; einige Pflanzen wechseln sogar die Winderichtung.
Weitere aktive autonome Bewegung sind durch Turgorveränderung bewirkte Bewegungen. Die Blätter des Wiesen-Klee werden durch Turgorveränderungen in den Blattgelenken auf und ab geschwungen, um die Transpirationsrate zu erhöhen. Auch die Schlafbewegungen vieler Leguminosen-Blätter sind auf Turgorveränderungen zurückzuführen. Dieses sind reversible Mechanismen. Es gibt jedoch auch Turgorveränderungen, die zu irreversiblen Schleuder- oder Spritzbewegungen führen. Schleuderbewegungen sind auf Gewebespannungen zurückzuführen. Hierbei dehnt sich ein Gewebe durch Turgorzunahme gegen einen Widerstand aus, bis ein bestimmter Grenzwert überschritten wird, so dass das Organ entlang vorgebildeter Rissstellen aufreißt. Dieses ist z. B. bei den Fruchtwänden der Springkräuter der Fall. Die Springkräuter schleudern hierdurch ihre Samen mehrere Meter weit. Die Spritzgurke, die zu den sogenannten Saftdruckstreuern gehört, steht unter einem hohen Druck von bis zu 6 bar. Während der Reifung bildet sich am Stielansatz ein Trenngewebe heraus, bei dessen Reißen die Frucht wie ein Sektkorken einen halben Meter davonschießt. Gleichzeitig werden die etwa 50 Samen in Gegenrichtung bis zu 12 Meter aus dem Fruchtinneren geschleudert. Dabei erreichen sie eine Geschwindigkeit von 10 m/s (36 km/h). Diese Form der Ausbreitung ist eine Form der sogenannten Ballochorie, der Ausbreitung von Pflanzensamen durch Schleudermechanismen. Neben explodierenden Früchten gibt es bei einigen Gattungen explodierende Staubgefäße.

### Passive Mechanismen

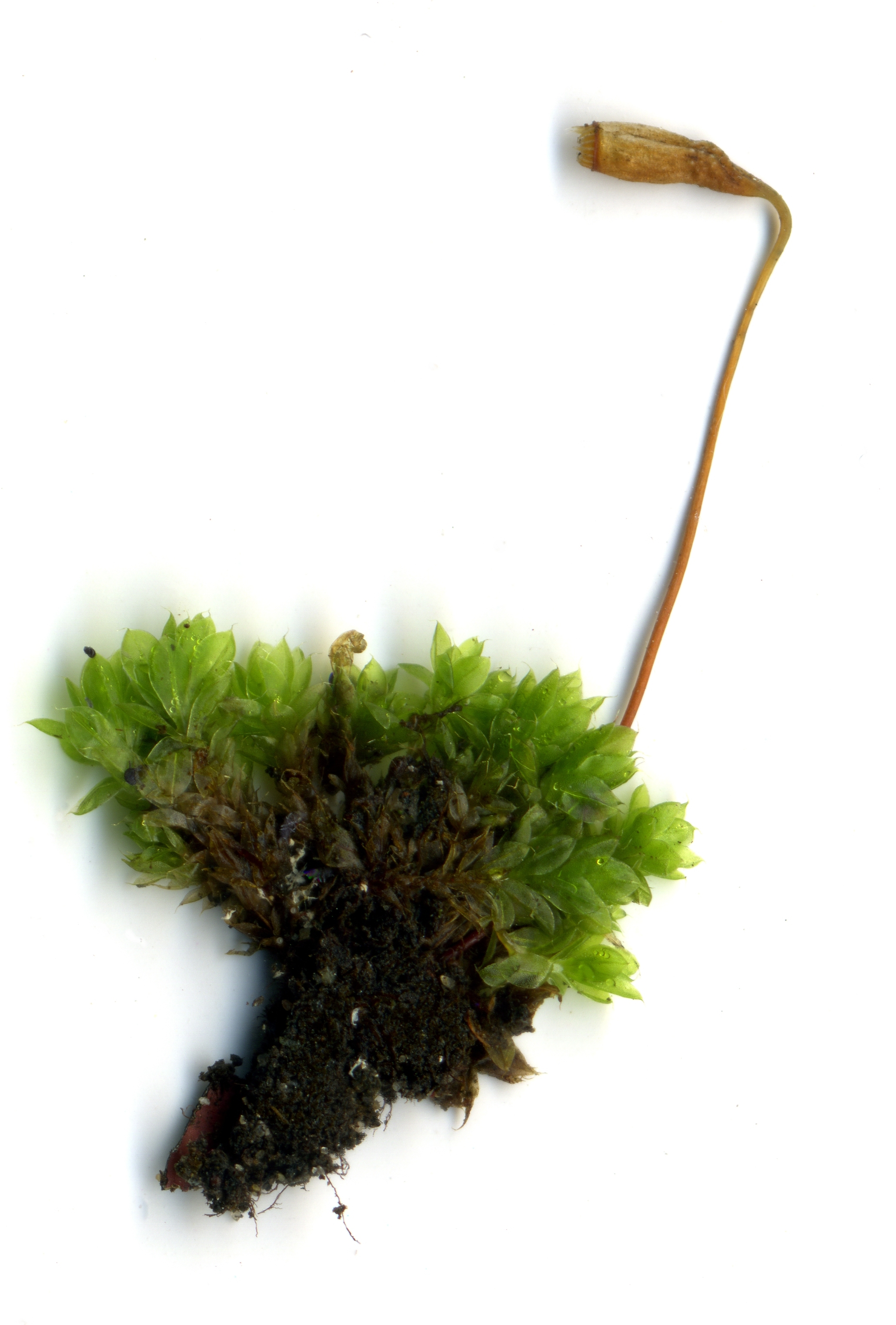
Die Kapseldeckel der Laubmoose werden durch einen Ring von quellbaren Zellen abgelöst.

Bei den passiven Mechanismen funktionieren die Bewegungen nach rein physikalischen Prinzipien. Vorgeformte Strukturen machen dieses möglich. Hierzu gehören Quellungs- und Kohäsionsmechanismen.
Durch Quellung hervorgerufene Bewegungen werden als hygroskopische Bewegungen bezeichnet. Auch diese dienen vor allem der Sporen-, Pollen-, Samen- und Fruchtausbreitung. Tote Zellen dehnen sich bei Quellung fast nur senkrecht zur Richtung der Mikrofibrillen. Da sich die Ausrichtung der Mikrofibrillen in Zellwänden zur Stabilität häufig pro Schicht um 90° dreht, kommt es zu Krümmungen oder Torsionen. Auch die äußeren Peristomzähne der Sporenkapseln der Laubmoose krümmen sich beim Eintrocknen hygroskopisch, so dass sie schließlich den Kapseldeckel ablösen.
Ein weiteres Beispiel sind die in feuchter Luft geschlossenen Schuppen der Kiefernzapfen, die sich bei Trockenheit öffnen. Die Zellwände an der Außenseite der Schuppen quellen bei hoher Luftfeuchtigkeit auf, dehnen sich und die Schuppe krümmt sich nach innen. Bei Trockenheit trocknen die Wände ein, schrumpfen und die Schuppe krümmt sich nach außen, sodass der Samen herausfallen kann.
Bewegungen können bei Pflanzen auch durch Kohäsionskräfte erfolgen, die eine Krümmung toter, selten auch lebender Zellen zur Folge haben. Dieses ist z. B. bei den Farnsporangien der Fall.

## Die schnellste Pflanzenbewegung
Die schnellste bislang beobachtete Pflanzenbewegung vollzieht der Kanadische Hartriegel. Nach der extrem schnellen, explosiven Öffnung der Blütenblätter entfalten sich die freigelegten Staubblätter explosionsartig in nur 0,3–0,5 Millisekunden. Dies entspricht der 2400fachen Erdbeschleunigung. Sie schleudern so den Pollen mit einer Geschwindigkeit von etwa 3 Metern in der Sekunde in die Höhe (s. o. Spritzgurke: 10 m/s).